# Valencia (Spanyolország)
Valencia (katalánul és valenciaiul València) Spanyolország harmadik legnagyobb városa, egyben Valencia autonóm közösség és Valencia tartomány székhelye. A város a Valenciai főegyházmegye érseki székvárosa.

## Nevének jelentése
Valencia neve az ókori Valentia nevéből alakult ki, amely latinul annyit tesz erősség. Az arab megszállás idején Medina bu-Tarab, azaz az öröm városának nevezték.

## Földrajza

### Fekvése
A város Spanyolország keleti felén, a Földközi-tenger partján fekszik, Barcelonától 350 km-re délre, Madridtól 352 km-re keletre.
Az egykoron a várost átszelő Túria folyót egy 50-es évekbeli áradás miatt a város mellett vezettek el. Mára a várost meghatározó parkrendszere hasznosítja a kiszáradt folyómedret.

### Éghajlata
A város klímája mediterrán. Az évi átlagos középhőmérséklet 17,8 °C. Januárban 11,5
 °C (átlagos napi max. 16,5 °C, min. 7,0 °C) az átlagos hőmérséklet. Télen többnyire nem esik 6 °C alá, nyáron viszont nappal 40 °C feletti hőség is előfordulhat. Az évi csapadék mennyisége 470–480 mm körüli.
| Hónap                                   | Jan. | Feb. | Már. | Ápr. | Máj. | Jún. | Júl. | Aug. | Szep. | Okt. | Nov. | Dec. | Év   |
| --------------------------------------- | ---- | ---- | ---- | ---- | ---- | ---- | ---- | ---- | ----- | ---- | ---- | ---- | ---- |
| Átlagos max. hőmérséklet (°C)           | 16,5 | 17,3 | 19,6 | 20,8 | 23,4 | 27,1 | 29,7 | 30,2 | 27,9  | 24,3 | 19,8 | 17,0 | 22,8 |
| Átlagos min. hőmérséklet (°C)           | 7,1  | 7,8  | 9,7  | 11,5 | 14,6 | 18,6 | 21,5 | 21,9 | 19,1  | 15,2 | 10,8 | 8,1  | 13,9 |
| Átl. csapadékmennyiség (mm)             | 37   | 36   | 33   | 38   | 39   | 22   | 8    | 20   | 70    | 77   | 47   | 48   | 475  |
| Havi napsütéses órák száma              | 171  | 171  | 215  | 234  | 259  | 276  | 315  | 288  | 235   | 202  | 167  | 155  | 2688 |
| Forrás: Agencia Estatal de Meteorología |      |      |      |      |      |      |      |      |       |      |      |      |      |

## Közlekedése

### Vasút
A városból indul ki a Tarragona–Valencia-vasútvonal Tarragona, majd tovább Barcelona felé. Legnagyobb vasúti pályaudvara a Valencia Estación del Norte.
Elővárosi vasúthálózata a Cercanías Valencia.

#### Metrovalencia
Valencia városi vasúti rendszere, amely magában foglalja a metrót, elővárosi vasutat és villamosvonalakat is. 9 vonalból áll a hálózat. Az 1-es vonal Valencia belvárosától 50 km-re délre található Castelló de la Riberáig el lehet jutni. A legforgalmasabb állomás 2019-ben a Xátiva volt – évi 5.5 millió utassal , ami az Estació del Nord fejpályaudvarnál található és a repülőtérre közlekedő 3-as és 5-ös vonalnak is itt van megállója.

### Vízi
A valenciai kikötő 2013 táján Európa ötödik legforgalmasabbja; a Földközi-tenger és Spanyolország legforgalmasabb kikötője egyben.

## Története

### Római kor
A várost a római konzul Decimus Iunius Brutus alapította Kr. e. 138-ban Valentia néven. 100 évvel később az első római kolónia is létrejött.

### Középkor

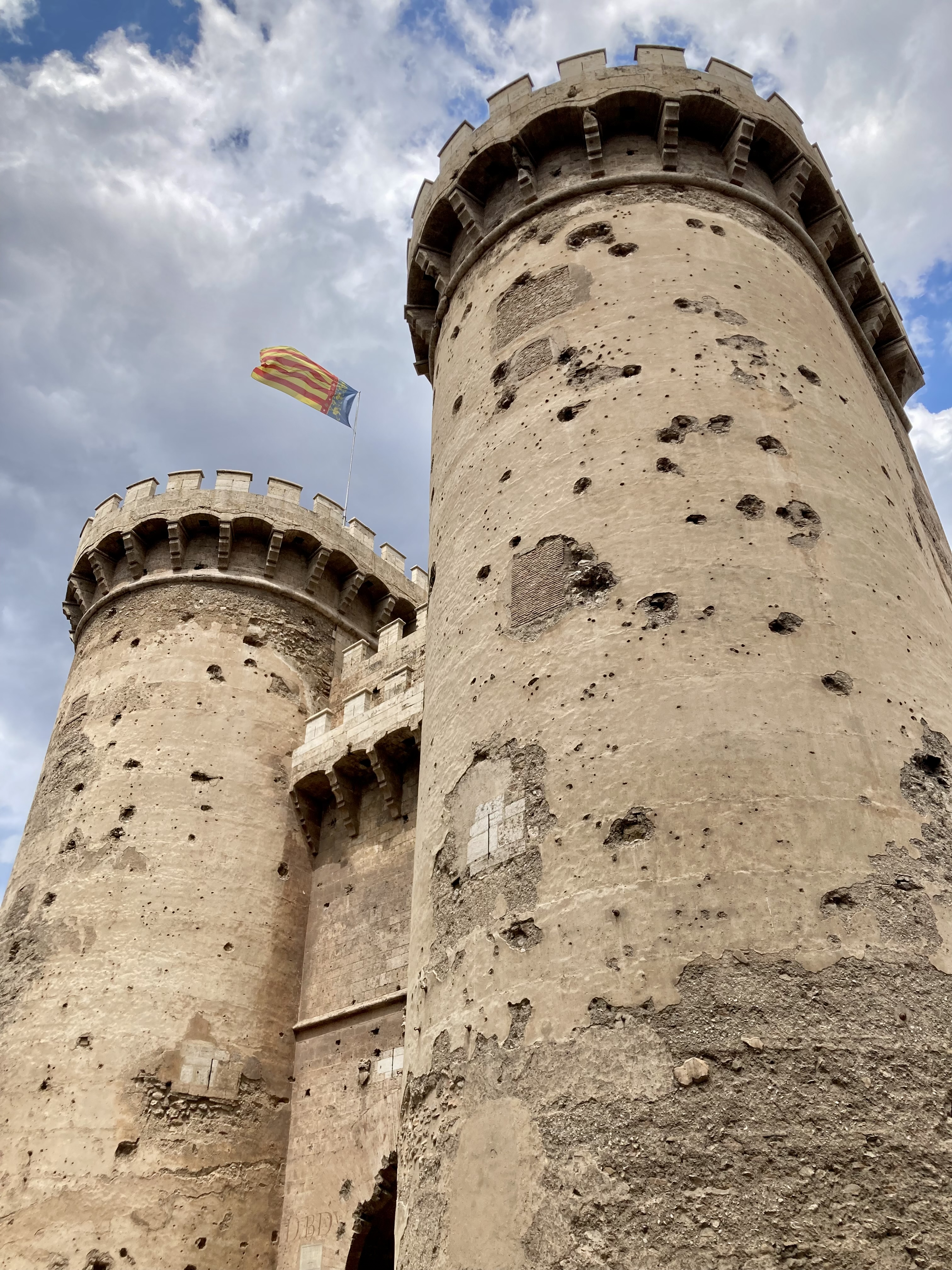
A Torres de Quart várkapu

711-ben elfoglalták az arabok és a Córdobai Kalifátus része lett. Abid al-Raman után a város szerepe visszaesett. A mór megszállás alatt a város neve Balansiya volt, ami egyben egy nagyobb terület megnevezését is magába foglalta. Az emírségi idők alatt a területet berber törzsfőnökök irányították, akik hajlamosak voltak az emírrel szembeni engedetlenségre. Al-Andalus fitnájának kezdetekor Valencia egy független emírség fejévé vált, amit eunuchok vezettek, majd 1021-től Abud al-Azîz vezetése alatt Valencia jelentős fejlesztésen esett át. Ekkoriban jelentős számú zsidó élt Valenciában, köztük is a legismertebb Salamon ibn Gavirol költő, filozófus, aki élete utolsó éveit itt élte. 1065 után a kasztília-leóni seregek súlyos ellentámadásai miatt a terület a Toledói taifa szatelitállama lett.
1094-ben El Cid vezetésével a keresztény csapatok ugyan visszafoglalták, de már 1102-ben ismét a mórok kezére került és az almorávidák vették át a város irányítását. Ám az álmorávidák biradalma a 12. század közepére összeomlott, így ibn Mardanīsh Murcia királyának megszállása alá került a város. Valencia elfoglalásával egy Murcia-központú független emírséget hozott létre, amely 1172-ben az almohádok megszállása alá került. Az almohádok vezetése alatt a városnak 20 ezer lakosa volt.
I. Aragóniai Jakab 1238. szeptember 28-án az általa vezetett katalánokból, aragóniaiakból, navarraiakból és a Calatrava-rend keresztes lovagjaiból álló sereg visszaszerezte a várost és a Valenciai Királyság fővárosává tette. Ekkoriban a zsidó közösség a város lakosságának 7%-át adta.
A 14. század közepén súlyos csapások érték Valenciát: a pestisjárvány jelentősen megtizedelte Valencia lakosságát, ezzel egyidőben rendszeresek voltak a háborúk és a felkelések. 1391-ben szétrombolták a város zsidónegyedét. A század végén genovai kereskedők jelentek meg a városban. Ugyanis a fehéreperfa művelésse egyre jobban elterjedt, ami a selyem készítéséhez elengedhetetlen volt. Ennek következtében számos selyemmanufaktúra jött létre a városban, a környék legfontosabb selyemkészítő központjává vált Valencia. A kereskedőkből, kézművesekből és iparosokból álló genovai közösség jelenléte – Sevilla után – itt volt az egyik legfontosabb az Ibériai félszigeten.
A 15. századra a nagy gazdasági fellendülés volt jellemző, a történészek ezt tekintik Valencia aranykorának, a kultúra és a művészet is virágzott. Az Aragón Korona legnépesebb városává vált. A késő középkorban épültek a város olyan fontos nevezetességei, mint a Selyembörze, Serranos Kapu, Micalet, Királyi Kápolna és a Convent of Sant Domènec. A valenciai festészetben és szobrászatban flamand és itáliai hatások váltak meghatározóvá. Ekkoriban város jelentős rabszolga-kereskedő központtá vált. A Mediterráneum legbefolyásosabb városa volt ekkoriban.

### Korai újkor

#### Aragón Korona
A reconquista során Kasztíliai Izabella 1492-ben Spanyolországhoz csatolta. 1478-ban kinyomtatták az első Bibliát romani nyelven. [forrás?] . II. Ferdinánd 1516-os halála után a nemesség birtokai a királyéval vetekedett. A nemesség Valencia népének ellenszenvét is magáénak tudhatta és az egész királyság fegyveres felkelésbe sodródott Testvériségek forradalma néven, ami 1521 és 1522 között polgárháborúvá fajult. A forradalom monarchiaellenes és feudalizmus ellenes valamint muszlimellenes is volt. A helyi lázadók nem nézték jó szemmel a földműves muszlim lakosság létezését, akik mudejároknak neveztek, szemben a moriszkó kifejezéssel. A muszlim alattvalókat keresztény hitre való áttérésre és V.Károly iránti behódolásra kényszerítették.
Ezek mellett a Valenciai Királyság területén mind városi, mind falusi környezetben jelentősen megnőtt a bűnözés, mint a csavargás, tolvajlás, kártyázás, kerítés, hamis koldulás. A nemesség körében is gyakorivá váltak a rivalizálások, klánháborúk, akik a 16. századig felvirágoztatták Valenciát.
A 16. század alatt jellemzővé váltak, a berber kalózok támadásai, akik a Valenciai Királyság teljes partszakaszát megtámadták rendszeresen. Az 1520-as évekre felerősödtek a kalóztámadások, a konfliktusokkal teli belpolitikai helyzet, az Atlanti-óceánnak a felbukkanása a világkereskedelmi hálózatban mind hozzájárultak, ahhoz hogy Valencia pompája véget érjen. Válaszul keresztény kalózcsapatok is megjelentek, aminek főbázisa a Földközi-tengeren Valencia volt. A berber kalózok fenyegetése – amit eleinte az oszmánok támogattak – nagy bizonytalanságot eredményezett, ami az 1580-as évekig nem csökkent érdemben.
A berber kalóztámadásoknak is volt köszönhető, hogy 1609-ben száműzték a reconquista után keresztény hitre áttért muszlimokat, a moriszkókat és a zsidókat. Ez súlyos válságot eredményezett a város életében. A moriszkókat és zsidókat Észak-Afrikába száműzték, akik nagyrészt az Aragón Korona területén, különösképpen a Valenciai Királyság területén éltek, ez utóbbi helyen a népesség egyharmada közülük került ki. Aki nem vállalta a száműzetést az az inkvizícióval találta magát szembe. A száműzetéssel súlyos árat fizetett a város: parlagon maradtak szántóföldek, a helyi nemesség anyagi csődbe jutott, valamint a helyi pénzintézet, a Taula de canvi csődbe ment 1613-ban.
Az Aragón Korona törekedett arra, hogy kártalanítsa a nemességet, akik munkaerejük jelentős részét elvesztette. Ez a száműzetés generációkra gazdasági kárt okozott. Később a katalán forradalom alatt Valencia ürüggyel szolgált ahhoz hogy IV.Fülöp király sereggel és pénzzel fegyverkezzen fel, amivel újabb gazdasági csapásokat szenvedett el a város, hisz több helyről is érkeztek spanyol csapatoktól támadások.

#### Valencia Bourbonok vezetése alatt
A spanyol örökösödési háborúval a város elérte mélypontját: véget ért a politikai és jogi függetlensége a Valenciai Királyságnak. A spanyol örökösödési háború alatt Valencia VI. Károly révén Habsburg megszállás alá került. 1706. január 24-én Charles Mordaunt, Peterborough 3. grófjának vezetésével angol lovasság indult el Barcelonától délre és ostromolták Sagunt erődjét. A spanyol Bourbonokat rászedte csapatkivonásra.
16 hónapra angol megszállás alá került Valencia, számos ostromot hajtottak végre angolok a városban, hogy a Bourbonokat kiűzzék onnan. Az 1707-es Almansai csata a Bourbonok győzelmével ért véget. Ezt követően az angol csapatok elhagyták a várost, V. Fülöp elvette Valencia kiváltságait, büntetésképp amiért a valenciaiak VI. Károlyt támogatták. A Nueva Planta értelmében, eltörölték a helyi törvénykönyv Valencia Chartáját, és a kasztíliai Chartát vezették be. A Bourbonok fontos városokat égettek fel, tiltakozásképp Bourbonokat ábrázoló jelképeket fejjel lefelé akasztották ki. A Valenciai Királyság új fővárosának Orihuelát, egy kietlen helyen fekvő várost nevezték ki.
A király utasította a corteszt, hogy találkozzon Valencia alkirályával, Luis de Belluga bíborossal, aki ellenezte hogy Orihuela legyen az új politikai, gazdasági és vallási központja a Valenciai Királyságnak. Az elutasítás oka az volt, hogy Orihuela Murciától csak 30 km-re volt, ami egy másik jelentős alkirályság és egyházmegyei központ volt. Emellett gyűlölte Oirhuela városát, mert az örökösödési háború alatt rendszeresen megtámadták Valenciát. Így Fülöp elleni tiltakozásul lemondott az alkirályságról, a király végül megenyhült és Valenciát nevezte meg ismét fővárosnak.
A város intézményei kiüresedtek, Madrid utasításait végrehajtó alkirályok vezették a várost. A 18. században ismét felvirágzott Valencia, a selyem és porcelánkereskedelmének fellendülése miatt. Ehhez hozzájárult, hogy Toledo helyett Valencia lett Spanyol Királyság selyemközpontja. Ekkor épült a Palau de Justícia, III. Károly uralkodása alatt. A század jellemzője volt a felvilágosodás Európában, aminek valenciai képviselői Gregorio Mayans történész, nyelvész és Francisco Pérez Bayer filológus, jogász és író. Ők mind rendszeres levelezést folytattak a korabeli francia és német gondolkodókkal.

### Modern kor

#### 19. század
A napóleoni háborúk idején, 1812. január 9-én hosszas ostrom után elfoglalták a Suchet vezérlete alatt álló franciák.
1873-ban az Első Spanyol Köztársaság kikiáltása után kitört, a kantonális lázadás. Ennek lényege, hogy Valencia, Murcia és Andalúzia egy szövetségi köztársaságot szeretett volna Spanyolországon belül és nem egy olyan országot, ahol minden döntést a madridi központú cortesznek kell meghozni. Valencia polgársága ekkor a környező városokkal együtt létrehozta a Valenciai Szövetségi Kantont, amely 2 hétig létezett. Madrid válaszul Arsenio Martínez Campos ezredest küldte a seregével, hogy letörje a lázadást, és Valenciát intenzíven ostromolták. Augusztus 7-én megadta magát a város, 1874 decemberében XII. Alfonz lett a király. A Bourbon restauráció ellenére konzervatívokból és liberálisokból álló kormány alakult Valenciában. 1890-ben bevezették az általános választójogot a férfiaknak, miután a köztársaságpártiak Vicente Blasco Ibáñez vezetésével több szavazatra tettek szert.
A 19. század második felére a polgárság komoly fejlesztéseket hajtott végre a városban, a földtulajdonosok meggazdagodtak a narancstermesztés és a szőlőültetvények kiterjesztése miatt. A gazdasági fellendüléssel együtt újjáéledtek a helyi tradíciók és a valenciai nyelv, amit V. Fülöp uralma alatt jelentősen elnyomtak. 1870-ben a valenciai reneszánsz olyan művészeket tett ismertté, mint Teodor Llorente költő, Constantine Llombart pedig alapítója volt a Lo Rat Penat kulturális társaságot, amely a valenciai nyelvet és kultúrát népszerűsítik.

#### 20. század
A spanyol polgárháború alatt a város mindvégig a köztársaságiak kezén volt. 1937-ben Franco katonái blokád alá vették.

## Népessége
| Lakosság | 103 918 | 137 960 | 165 466 | 192 569 | 213 550 | 233 348 | 251 258 | 320 195 | 450 756 | 509 075 |
| Év       | 1960    | 1970    | 1981    | 1991    | 1996    | 2001    | 2003    | 2004    | 2005    | 2006    |
| Lakosság | 505 066 | 653 690 | 751 734 | 777 427 | 738 441 | 750 476 | 782 846 | 790 754 | 797 291 | 805 304 |

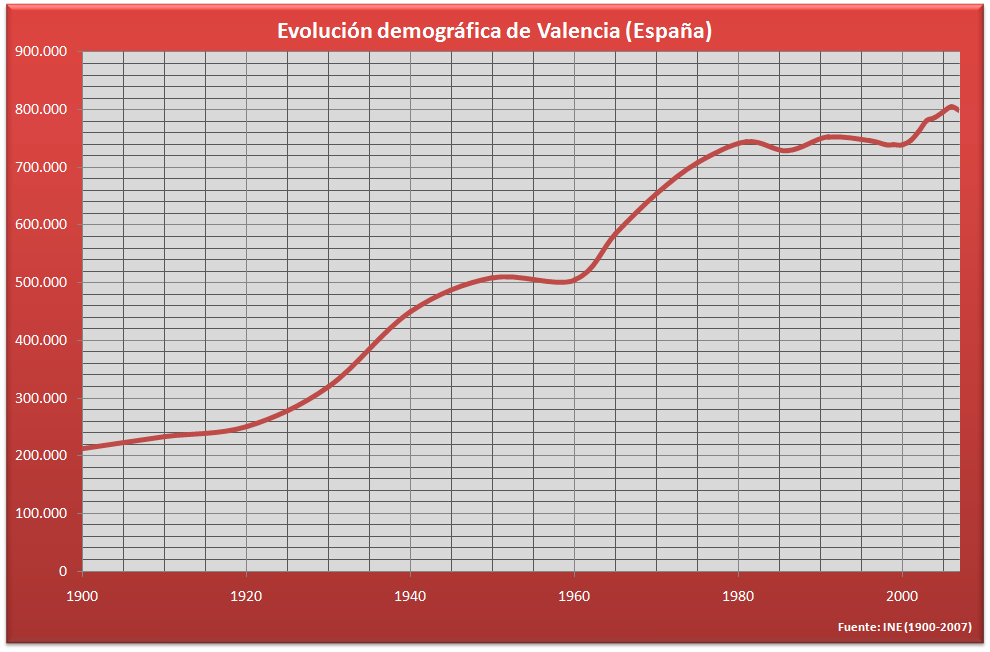
Valencia demográfiai fejlődése(1900–2005)

Az elővárosi övezetével együtt 1,5 millió lakos van itt.[forrás?]

## Közigazgatás

### Kerületei

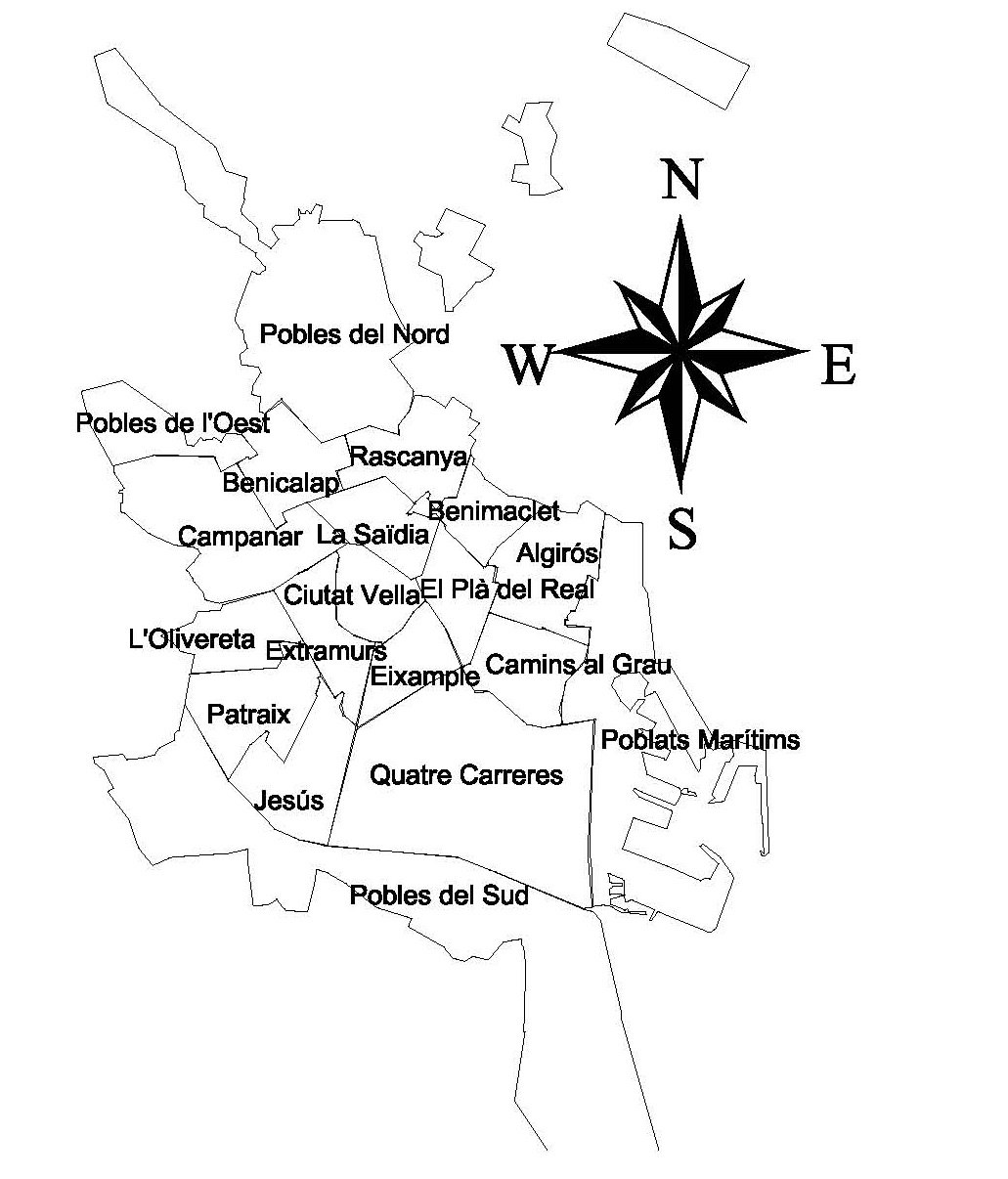
Valencia kerületei

Valencia kerületei és azon belül negyedei a következők:
- Ciutat Vella de València: la Seu, la Xerea, Barri del Carme, el Pilar, el Mercat, Sant Francesc.
- L'Eixample de València: Russafa, el Pla del Remei, Gran Via
- Extramurs: el Botànic, la Roqueta, la Petxina, Arrancapins
- Campanar: Campanar, Tendetes, el Calvari, Sant Pau
- La Saïdia: Marxalenes, Morvedre, Trinitat, Tormos, Sant Antoni
- El Pla del Real: Exposició, Mestalla, Jaume Roig, Ciutat Universitària
- L'Olivereta: Nou Moles, Soternes, Tres Forques, la Fontsanta, la Llum
- Patraix: Patraix, Sant Isidre, Vara de Quart, Safranar, Favara
- Jesús: Raiosa, Hort de Senabre, Creu Coberta, Sant Marcellí, Camí Reial
- Quatre Carreres: Montolivet, En Corts, Malilla, la Font de Sant Lluís, Na Rovella, la Punta, Ciutat de les Arts i les Ciències
- Poblats Marítims de València: el Grau de València, Cabanyal, la Malva-rosa, Beteró, Natzaret
- Camins al Grau de València: Aiora, Albors, Creu del Grau, Camí Fondo, Penya-roja
- Algirós: Illa Perduda, Ciutat Jardí, Amistat, Vega Baixa, la Carrasca
- Benimaclet: Benimaclet, Camí de Vera
- Rascanya: els Orriols, Torrefiel, Sant Llorenç
- Benicalap: Benicalap, Ciutat Fallera

Külső kerületek:
- Pobles del Nord: Benifaraig, Poble Nou, Carpesa, Cases de Bàrcena, Mauella, Massarrojos, Borbotó
- Pobles de l'Oest: Benimàmet, Beniferri
- Pobles del Sud: Forn d'Alcedo, Castellar-l'Oliveral, Pinedo, el Saler, el Palmar, el Perellonet, la Torre, Faitanar

### Polgármesterei

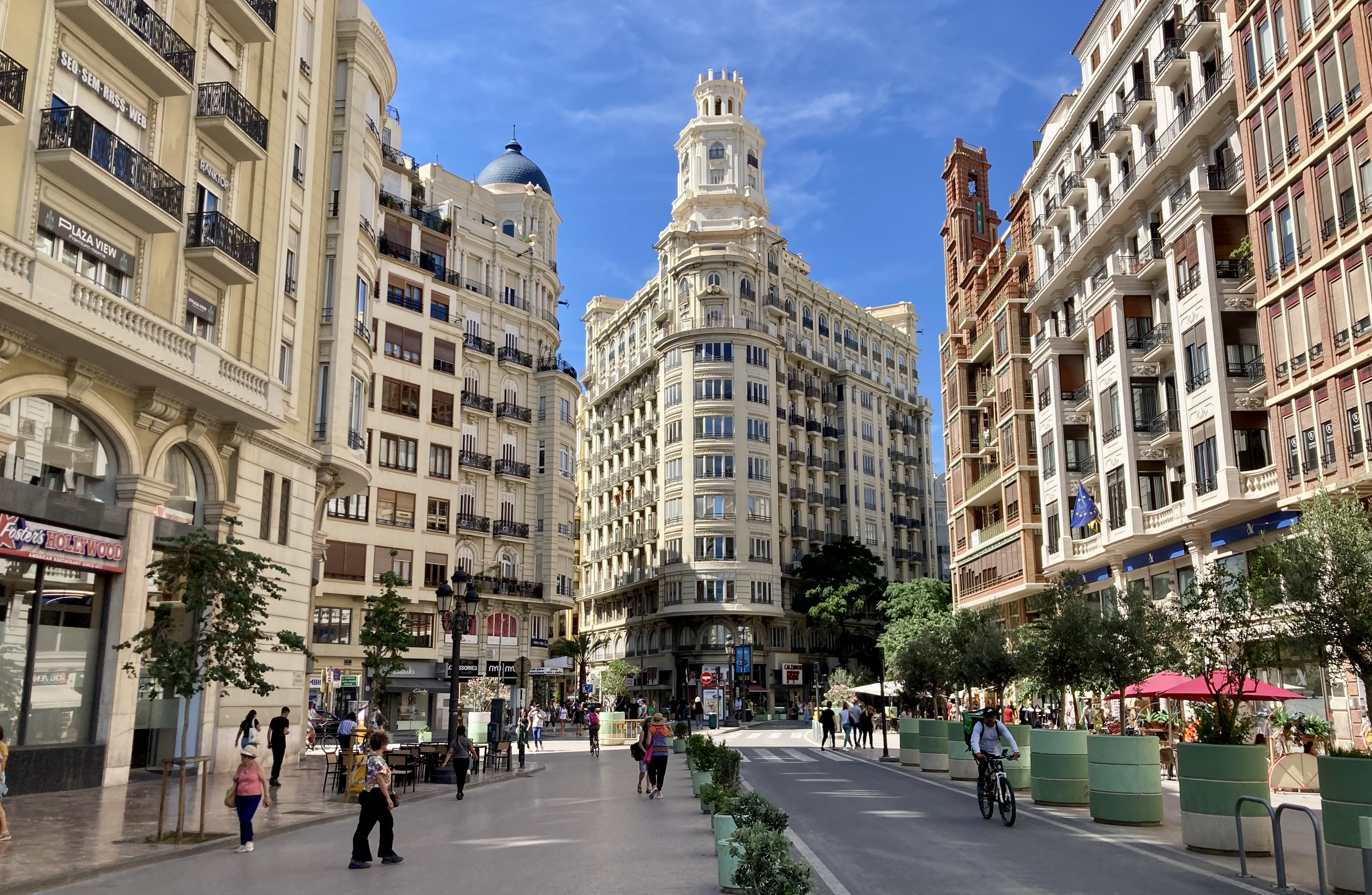
A Plaza del Ayuntamiento

- 1927–1930 Carlos Sousa Álvarez de Toledo
- 1931–1931 Agustín Trigo Mezquita
- 1931–1932 Vicente Alfaro Moreno
- 1934–1936 Manuel Gisbert Rico
- 1936–1936 José Olmos Burgos
- 1936–1937 José Cano Coloma
- 1939–1943 Joaquín Manglano Cucaló de Montull
- 1943–1947 Juan Antonio Gómez Trénor
- 1947–1951 José Manglano Selva
- 1951–1955 Baltasar Rull Villar
- 1955–1958 Tomás Trénor Azcárraga
- 1958–1969 Adolfo Rincón de Arellano
- 1969–1973 Vicente López Rosat
- 1973–1976 Miguel Ramón Izquierdo
- 1976–1976 Antonio Soto Bisquert
- 1976–1979 Miguel Ramón Izquierdo
- 1979–1979 Fernando Martínez Castellanos – PSOE
- 1979–1988 Ricard Pérez Casado – PSOE
- 1988–1991 Clementina Ródenas Villena – PSOE
- 1991–2015 Rita Barberá – PP
- 2015– Joan Ribó i Canut – Compromís

## Kultúra

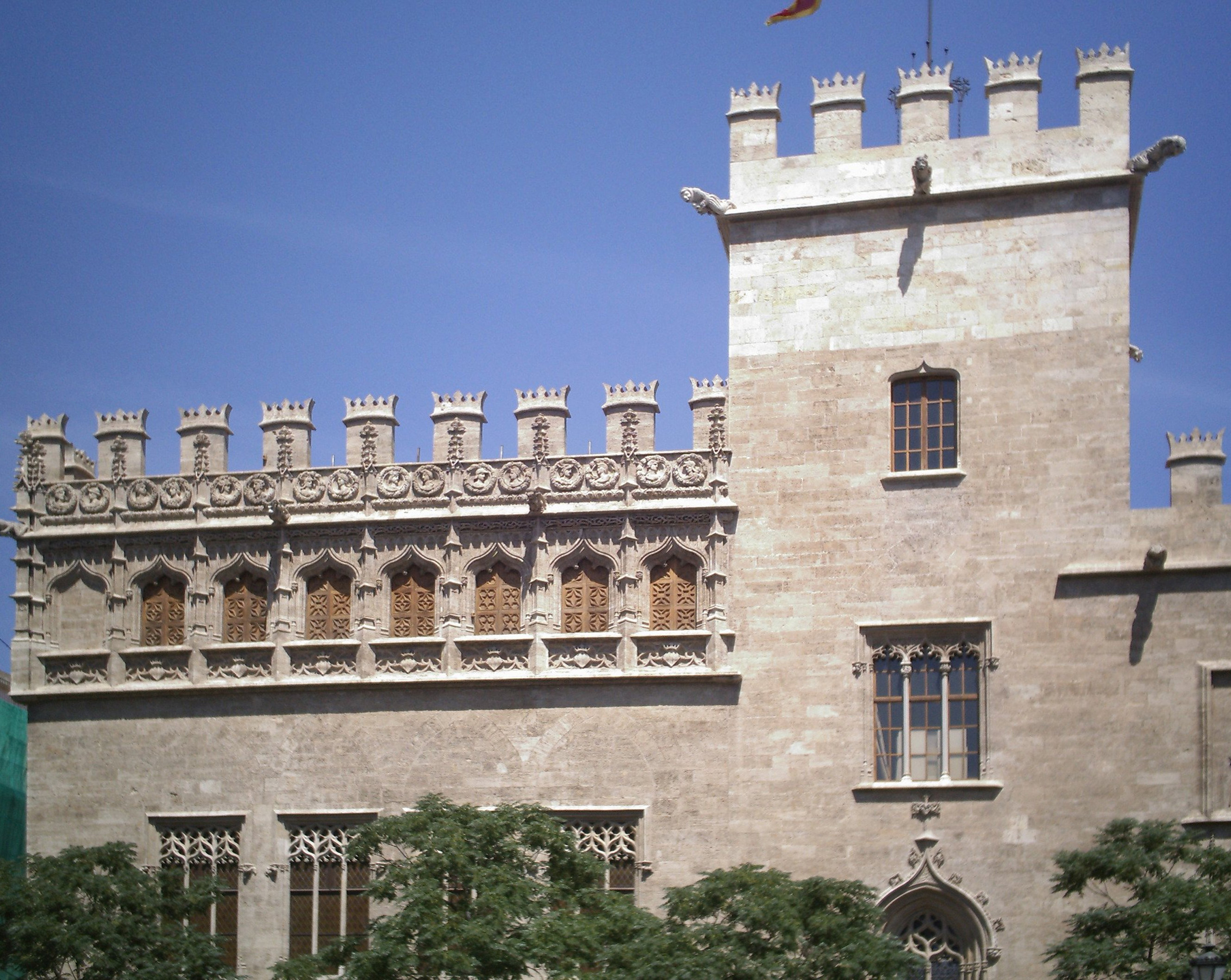
A Selyembörze, a világörökség része

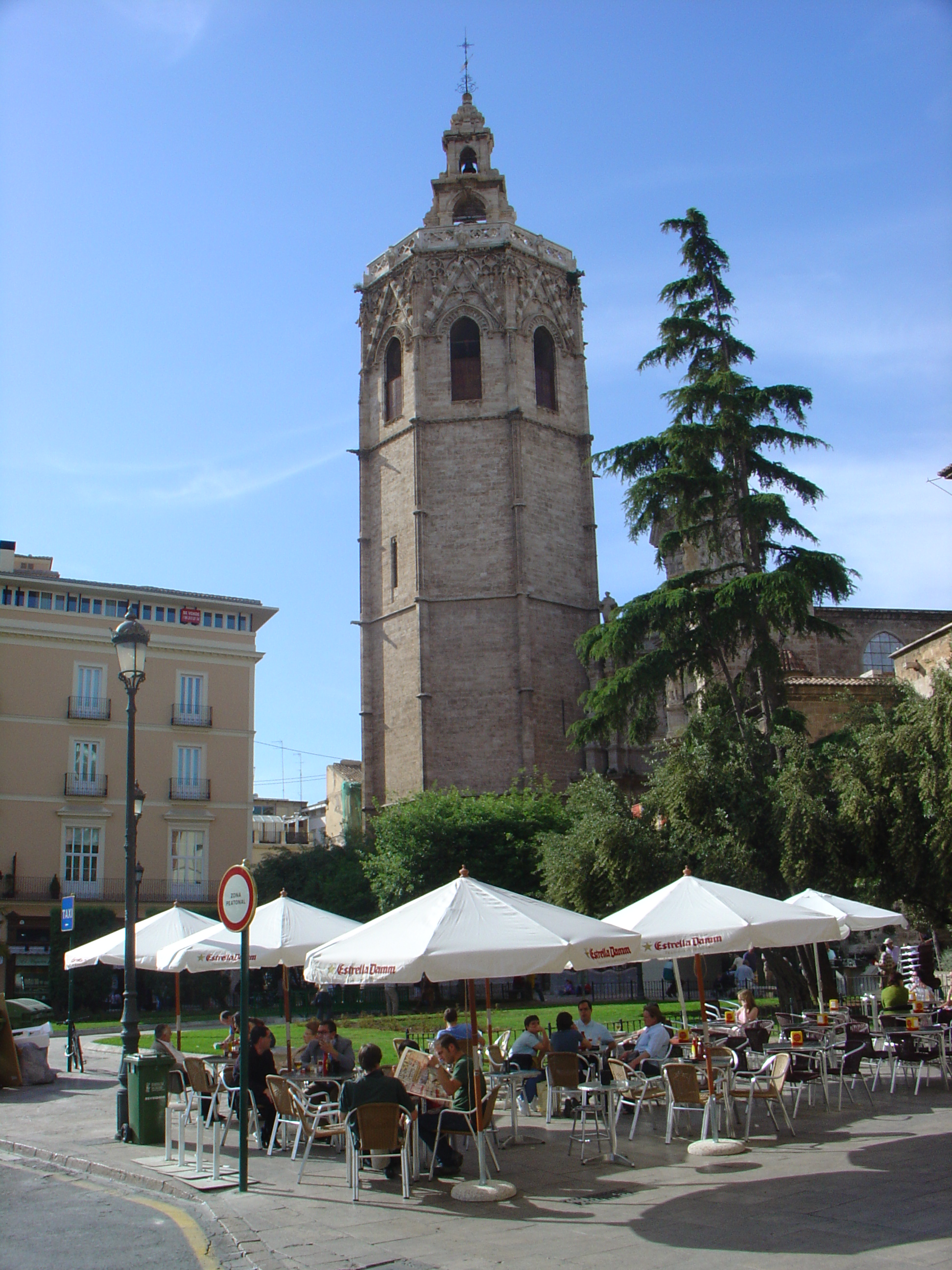
A katedrális tornya

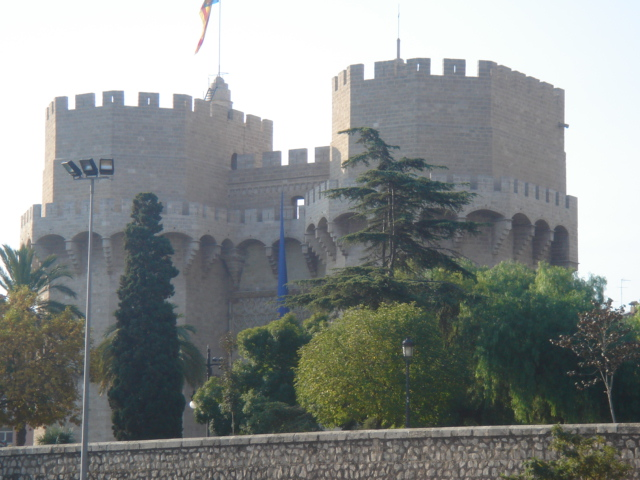
Torres de Serranos

### Oktatás
A városban található két egyetem:
- Valencia Egyetem
- Valenciai Műszaki Egyetem

### Látnivalói
- Művészetek Városa
- A Selyembörze, a Világörökség része
- Chapa-házak, jellegzetes modern lakóházak a 20. század elejéről

#### Múzeumok
- Vicente Blasco Ibáñez Múzeum (Casa Museo Vicente Blasco Ibáñez)
- Concha Piquer Múzeum (Casa Museo Concha Piquer)
- José Benlliure Múzeum (Casa Museo José Benlliure)
- Casa Museo Semana Santa Marinera
- Galería del Tossal
- Museo Casa de las Rocas
- Rizsmúzeum (Museo del Arroz)
- Szépművészeti Múzeum (Museo de Bellas Artes)
- Természettudományi Múzeum (Museo de Ciencias Naturales)
- Informatikai Múzeum (Museo de Informática)
- Museo de la Asociación Valenciana de Arte y Tecnología Eléctrica, rövidítve: ARTTEL
- A Katedrális múzeuma (Museo de la Catedral)
- Városi Múzeum (Museo de la Ciudad)
- Museo del Colegio Arte Mayor de la Seda
- A XIX. század Múzeuma (Museo del Siglo XIX)
- Fallero-múzeum
- Orvostörténeti Múzeum (Museo de Historia de la Medicina)
- Valencia Történeti Múzeuma (Museo de Historia de Valencia)
- Hadtörténeti Múzeum (Museo Histórico Militar)
- Városi Történeti Múzeum (Museo Histórico Municipal)
- Museo Marítimo Joaquín Saludes
- Museo Municipal de Ciencias Naturales
- Museo Municipal del 'Trenet'
- González Martí Nemzeti Kerámia Múzeum (Museo Nacional de Cerámica "González Martí")
- Valenciai Természetrajzi Múzeum (Museo Valenciano de Historia Natural)
- Museo Valenciano de la Ilustración y la Modernidad, rövidítve: MUVIM
- Valencia Prehistorikus Múzeuma (Museo de Prehistoria de Valencia)

### Hagyományok

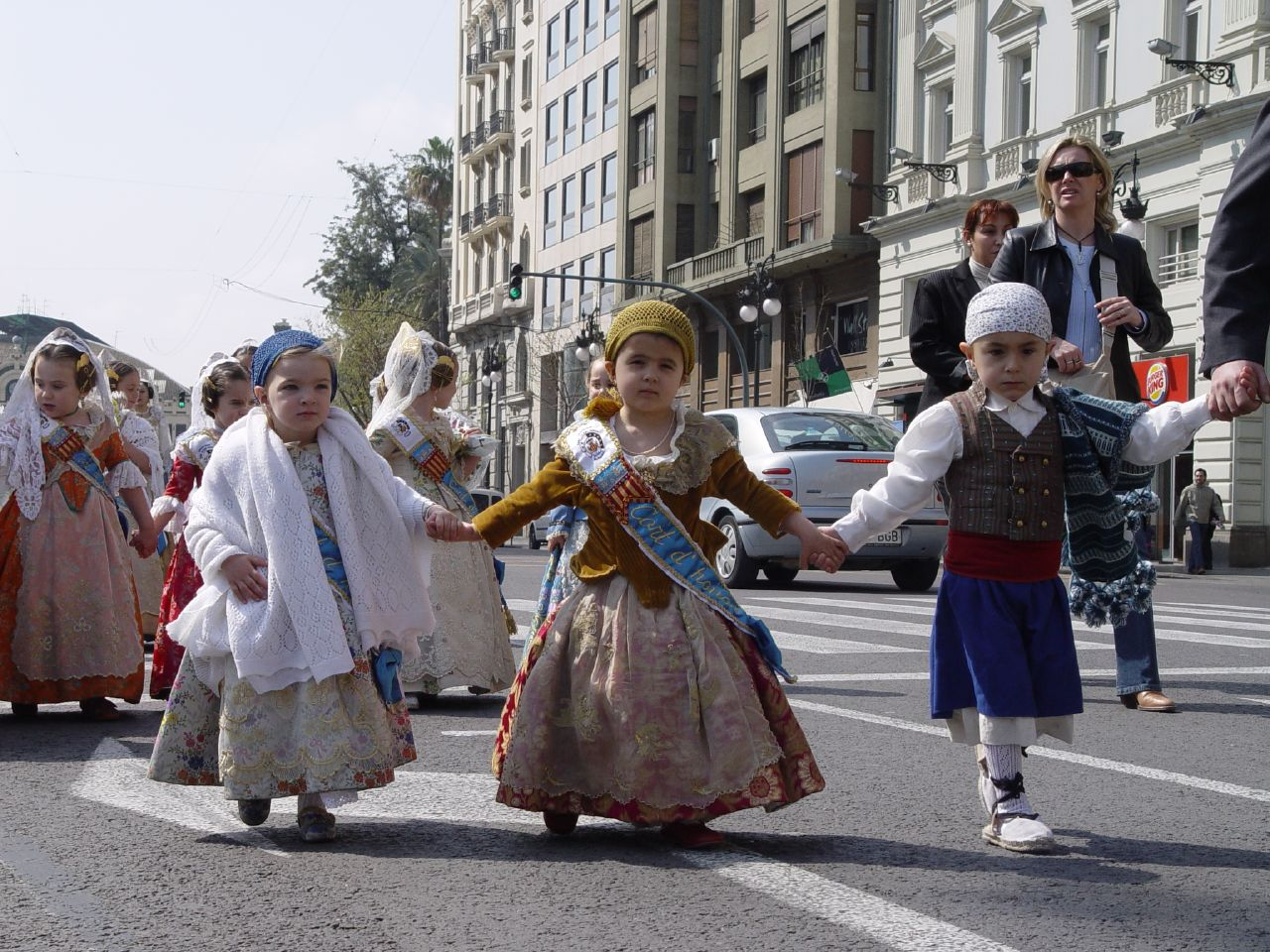
Gyermekek történelmi kosztümökben

- Las Fallas: minden esztendő márciusában megrendezett ünnepség, óriási papírmaséfigurák készítésével és elégetésével zajlik.

## Szórakozás

### Partjai, strandjai
- Malvarrosa
- El Cabanyal
- Pinedo
- El Saler
- La Devesa
- El Perellonet/Recatí

## Híres emberek

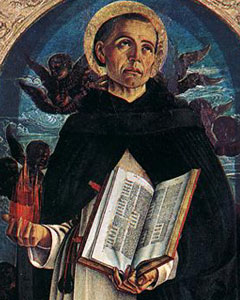
San Vicente Ferrer

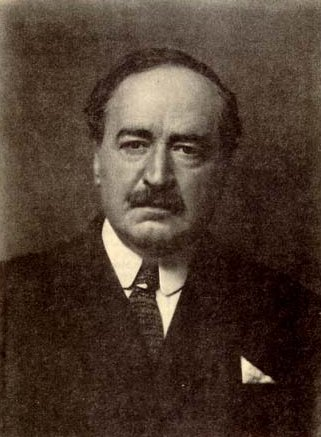
Vicente Blasco Ibáñez

### Itt születtek
- Antonio José Cavanilles (1745–1804), botanikus
- Vicente Martín y Soler (1751–1806), zeneszerző
- Francisco Domingo (1842–1920), festőművész
- Ignacio Pinazo (1849–1916), festőművész
- Enrique Reig y Casanova (1858–1927), toledói érsek és kardinális
- Joaquín Sorolla (1863–1923), festőművész
- Juan Benlloch y Vivó (1864–1926), burgosi érsek és kardinális
- Vicente Blasco Ibáñez (1867–1928), író és politikus
- Adrián Campos (1960–2021), Formula–1-es versenyző
- Rafael Font de Mora (1968–), teniszező
- José Enrique Gutiérrez (1974–), kerékpárversenyző
- Andrés Palop (1973–), labdarúgó
- José Manuel Lara (1977–), golfozó

## Testvérvárosai
- Mainz, Németország
- Bologna, Olaszország
- Veracruz, Mexikó
- Valencia, Venezuela
- Sacramento, USA
- Odessza, Ukrajna